# Azittavadda felirata
Azittavadda feliratai, a híres „karatepei feliratok” vagy „karatepei bilingvis” három változatban maradt fenn, több nagy kőtömbre vésve. E tömbök Adana várkapuinak részét képezték az i. e. 9. században. Helmuth Theodor Bossert 1947-ben tárta fel ezeket.
Azittavadda szövegei két okból jelentősek. Egyfelől egy addig ismeretlen állam történetének egy szeletét ismerhetjük meg belőle – bár kellő óvatossággal kell kezelni a túlzó leírást. Másfelől pedig ez volt az első terjedelmes kétnyelvű szöveg, melynek alapján a luvi nyelv luvi hieroglifákkal írt változata megfejthető lett.
„Én vagyok Azittawadda, Baˁal áldottja, Baˁal szolgája, akit hatalmassá tett Urikki, a danunák királya. Baˁal tett engem a danunák atyjává és anyjává, és én életet adtam a danunáknak, kitágítottam Adana síkságának földjét Napkelettől Napnyugatig. És így napjaimban minden jó érte a danunákat, bőség és kellemetesség. Megtöltöttem Paˁar raktárait, lovat lóra, pajzsot pajzsra, tábort táborra halmoztam. Baˁal és az istenek kegyéből. Megtörtem a gőgösöket, és szétzúztam minden gonoszat, ami az országban volt. Felépítettem felséges palotámat gyönyörűségesen, és felséges nemzetségem iránt kegyet gyakoroltam. Felültem hát atyám trónjára, és békét teremtettem minden királlyal. Atyjának tekintett minden király, igazságosságom, bölcsességem és szívem kegyessége miatt. Építtettem erős falakat is a határ minden végpontján, azokon a helyeken, ahol gonosz emberek, rablóbandák vezérei garázdálkodnak, akik nem szolgálták MPŠ házát.
De én, Azittawadda, lábaim alá tapostam őket, és falakat építtettem ezeken a helyeken, hogy a danunák szívük nyugalmában tanyázhassanak. Leigáztam a Napnyugat hatalmas országait, amelyeket egyetlen előttem uralkodó király sem igázott le. De én, Azittavadda leigáztam őket, urukká lettem, és letelepítettem lakosaikat határom legszélén, Napkeleten, és danunákat telepítettem a helyükbe. Ők élnek napjainkban Adana síkságának egész határa mentén, Napkelettől Napnyugatig és mindazokon a helyeken, amelyek azelőtt félelmetesek voltak, úgyhogy mindenki félt járni az ottani utakon. De napjainkban oszlopokat is állítottam fel nyilvánosan, hogy egybefogjam a kerületeket Baˁal és az istenek kegyéből. Így tehát napjainkban csupa bőség, jólét, kellemes nyugalom és a szív megelégedettsége jutott a danunáknak, és Adana egész síkságának. Felépíttettem ezt a várost is, és elneveztem Azittawaddiának, mert Baˁal és Rešep-Ṣeparan bízott meg építésével. Felépíttettem tehát Baˁal és Rešep-Ṣeparan kegyéből bőségben, kellemetességben, nyugalmas lakóhelyül és a szív megelégedésére, hogy őrhelye legyen Adana síkságának és Mopos-házának, mert napjainkban Adana síksága földjének bőség és kellemetesség jutott, és nem volt nyomorúság a danunák között. Felépíttettem tehát ezt a várost, az Azittawaddia nevet adtam neki, és benne lakattam Baˁal-Karantarišt.
Áldozatot is mutattam be mind az istenszobroknak. Évenkénti áldozat: egy tulok, szántás idején: 1 juh, aratás idején: 1 juh. Áldja meg Baˁal-Karantariš Azittawaddát élettel, békével és erővel, hatalommal minden király felett, és adja meg Baˁal-Karantariš és a város minden istene Azittawaddának az élet hosszúságát, évek sokaságát, a legfőbb kellemetességet és erős hatalmat minden király felett! Legyen ez a város gazdag a jóllakottságban és a mustban. S ez a nép, amely benne lakik, legyen birtokosa tulkoknak, birtokosa nyájnak, ura a jóllakottságnak és mustnak, gazdagon szüljön, gazdagon hatalmasodjék, és sokszorosan szolgálja Azittawaddát, és Mopos házát Baˁal és az istenek kegyéből. De ha valamely király vagy fejedelem vagy bármely ember fia eltörölné Azittawadda nevét erről a kapuról, és saját nevét tenné a helyébe, még ha jóindulattal van is a város iránt, vagy ha eltávolítaná ezt a kaput, amelyet Azittawadda állított, idegen kaput építene, és arra helyezné nevét, akár jóakaratúan távolítja el, akár gyűlöletből és gonoszságból távolítja el ezt a kaput: törölje el az Ég Ura (=Baˁal Šamēm) Él, a föld teremtője és az örökkévaló Nap (Šamaš), s az istenek minden nemzetsége ezt a királyságot, ezt a királyt, ezt az embert! De Azittawadda neve maradjon fenn örökké, miként a Nap és a Hold neve is!”
Hahn István fordításában